# ブケパロス
ブケパロス / ブーケパロス（古希: Βουκέφαλος、紀元前355年? - 紀元前326年6月）は、アレクサンドロス3世（アレクサンドロス大王）が愛馬とした1頭の軍馬。その名はラテン語形では Bucephalas（ブーケパラース/現羅：ブケファラス）もしくは Bucephalus（ブーケパルス/現羅：ブケファルス）と表記される。日本語ではブケファロスとの表記も多い。

## 概要
大きな黒い馬で、額の星（ウマの額にある毛模様）が牛の角の形であったことから「ブーケパロス（雄牛の頭）」（古希: βούς［ブース、意：牡牛〈古希: βούになると「牝牛」の意〉］＋古希: κεφαλή［ケパレー、意：頭］）と呼ばれた。牡馬であったとされているが、語尾変化を論拠に牝馬であったという説もある。また、伝説では星ではなく角が生えていたともいわれ、ポンペイ遺跡から出土した壁画にも角が描かれている。また、偽カリステネスの『マケドニア人アレクサンドロスの生涯』系統伝説は、人食い馬であったと記している。
プルタルコスの『対比列伝』によると、ブケパロスはペラスギティス産（テッサリアの馬の産地）でアレクサンドロスの父ピリッポス2世への貢物であったが、暴れ馬で誰も乗りこなすことはできなかったという。若きアレクサンドロス王子（のちのアレクサンドロス3世）はブケパロスが彼自身の影に怯えていることに気付き、父と賭けをし、馬の視線を太陽の方向へ向かせることで落ち着かせ、見事に騎乗馴致してみせたという。以来、ブケパロスはアレクサンドロスの愛馬となる。なお、ブケパロスの血統はトルキスタン産のアハルテキン種であるとする説がある。
紀元前326年、アレクサンドロス3世軍とポロス王の軍がぶつかったヒュダスペス河畔の戦いにて、ブケパロスは戦死した。戦いに勝利したアレクサンドロス3世は、愛馬を丁寧に埋葬し、この地に築いた新都市（アレクサンドリア都市）をブケパロスにちなんで「アレクサンドリア・ブケパロス（異称：アレクサンドリア・ブケパラ、ブケパラ、ブケパリア等）」と名付けた。

## 伝説
アレクサンドロス・ロマンスのうち、偽カリステネスの『マケドニア人アレクサンドロスの生涯』系統伝説によれば、ブケパロスは人を食べ、乗りこなせれば世界を支配できると神託されていたという。アレクサンドロスはブケパロスとともに4頭のチャリオットで古代オリンピックに出場し、アレクサンドロスを侮辱したうえで挑戦してきたニコラオスを轢殺し、優勝したとされる。シリア語の系統伝説によれば、アレクサンドロス伝説では死んだときに30歳であったという。
マルコ・ポーロの口述をルスティケロ・ダ・ピサが著した『東方見聞録』をヘンリー・ユールが1871年に英語訳した"The Travels of Marco Polo" 1巻29章に、バラシャン国（現在のアフガニスタンのバダフシャーン州相当地域にあった。『東方見聞録』の英訳以外のイタリア語・フランス語訳でもアレクサンドロス大王（および、ダレイオス3世の娘。イタリア語・英語版）の子孫と記述される。ただし、ブケパロスやその伝説の記述はない）の馬は足が速く、蹄鉄なしに山を走る。そこにかつてブケパロスの子孫である一本角をもつ馬種を国王の伯父が飼育していたが、国王に譲らなかったがために殺され、伯父の妻はそれを恨んで係る馬種を皆殺しにしたという記述がある。

## ギャラリー

フランチェスコ・プリマティッチオ "Alexander tames Bucephalus"／アレクサンドロス王子によるブケパロス馴致の様子を描いた、16世紀半ばのフレスコ画。
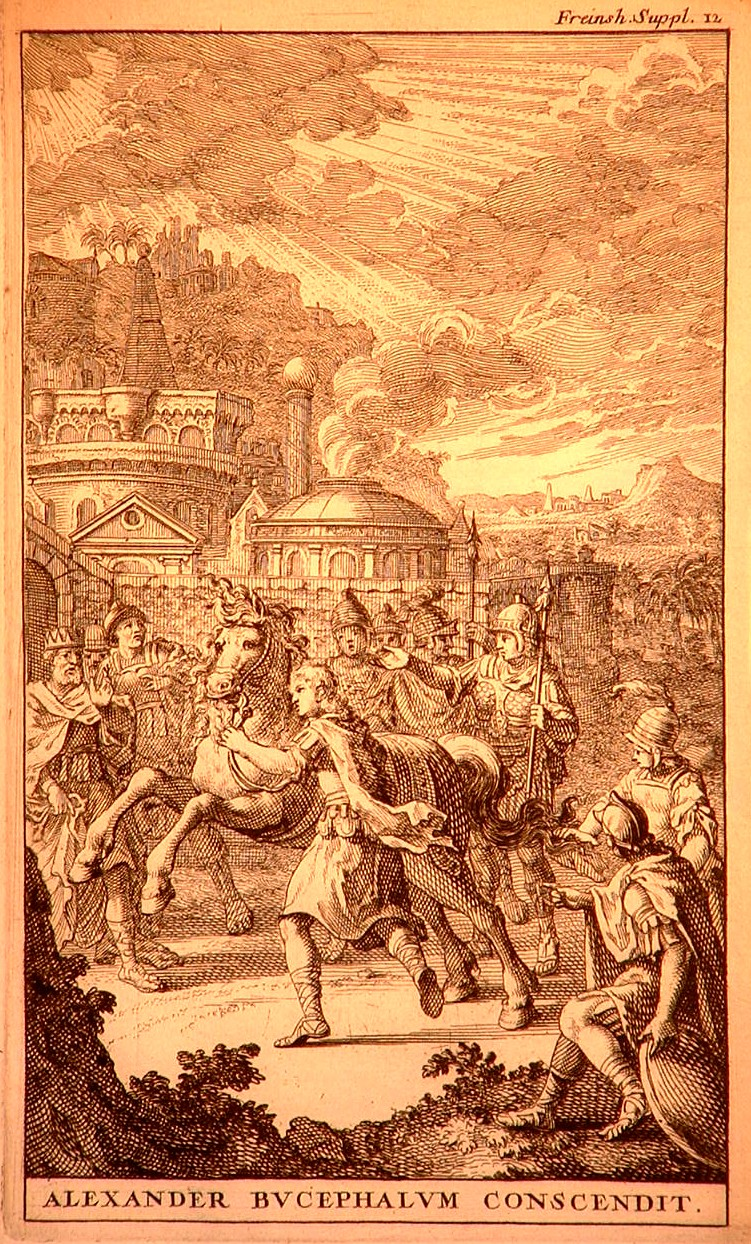
アレクサンドロス王子によるブケパロス馴致の様子を描いた木版画挿絵／1696年作。
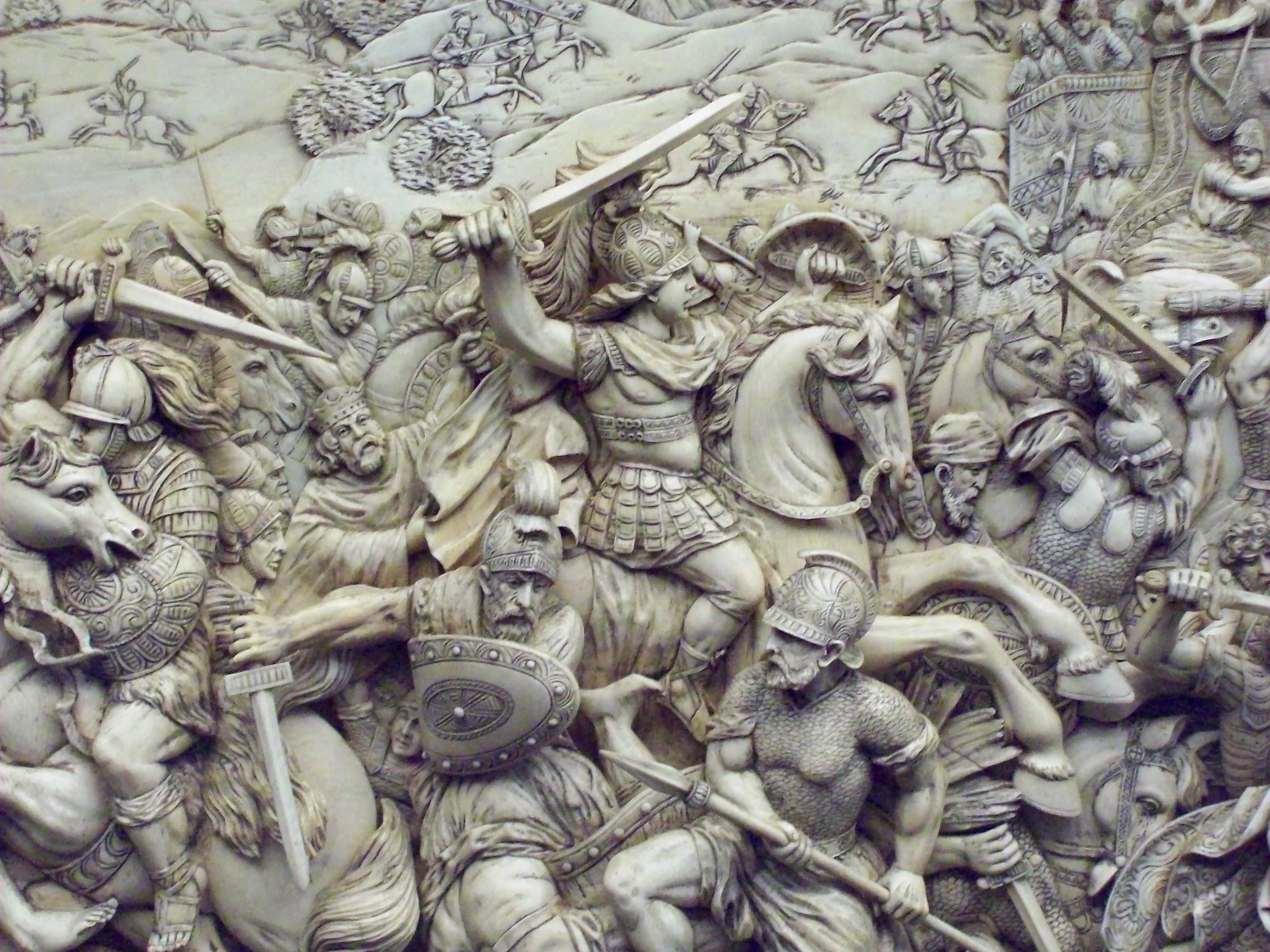
シャルル・ルブラン 「ガウガメラの戦い」 ガウガメラの戦い（紀元前331年）をモチーフとした象牙製レリーフ（部分）。中央に見えるのがブケパロスに乗って戦うアレクサンドロス3世。18世紀の作。スペイン首都マドリードの国立考古学博物館美術館（英語版）所蔵。
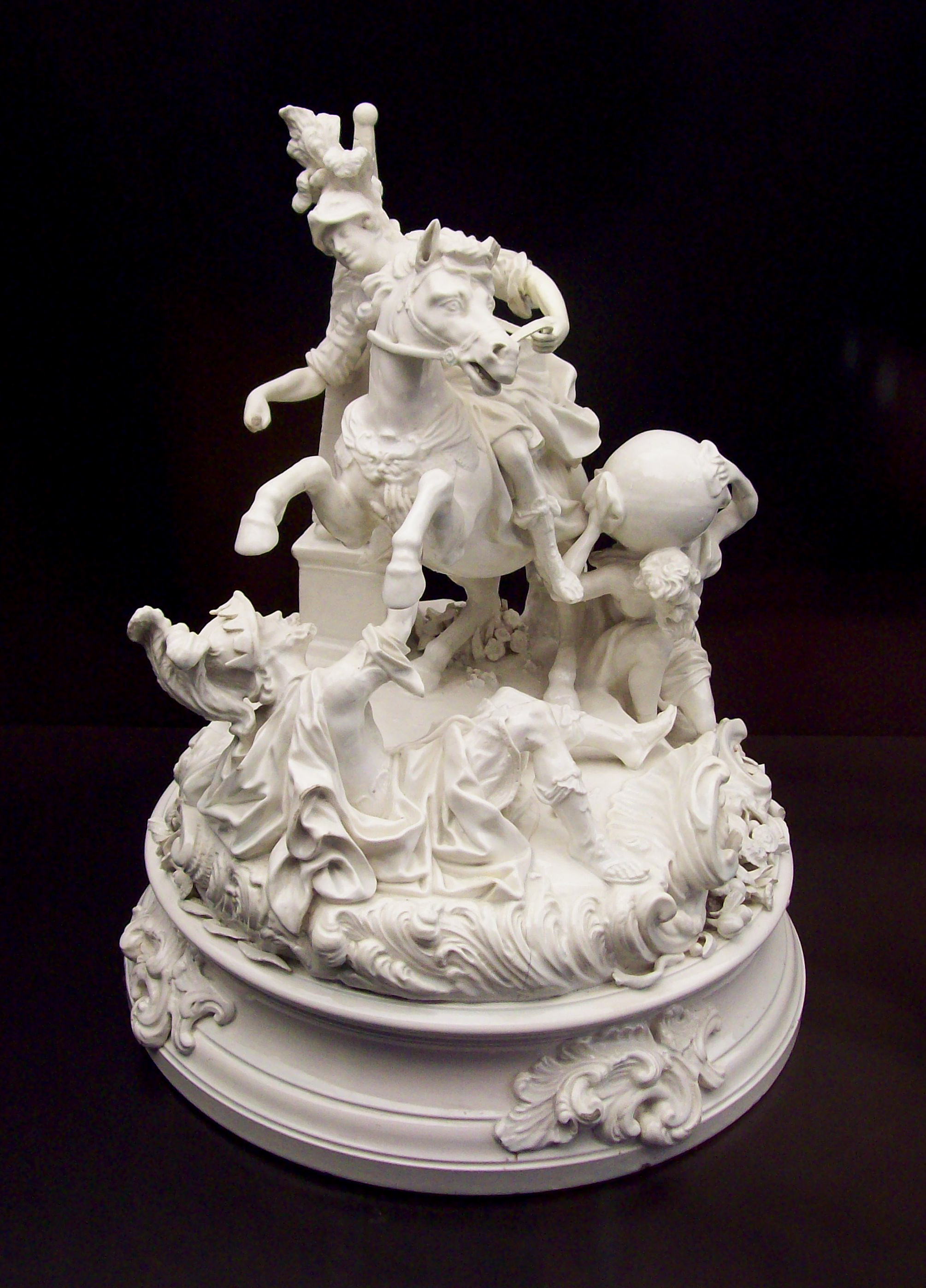
ブケパロスに乗るアレキサンドロス3世が敵の王と戦っている場面をモチーフとした、18世紀後半の磁器作品
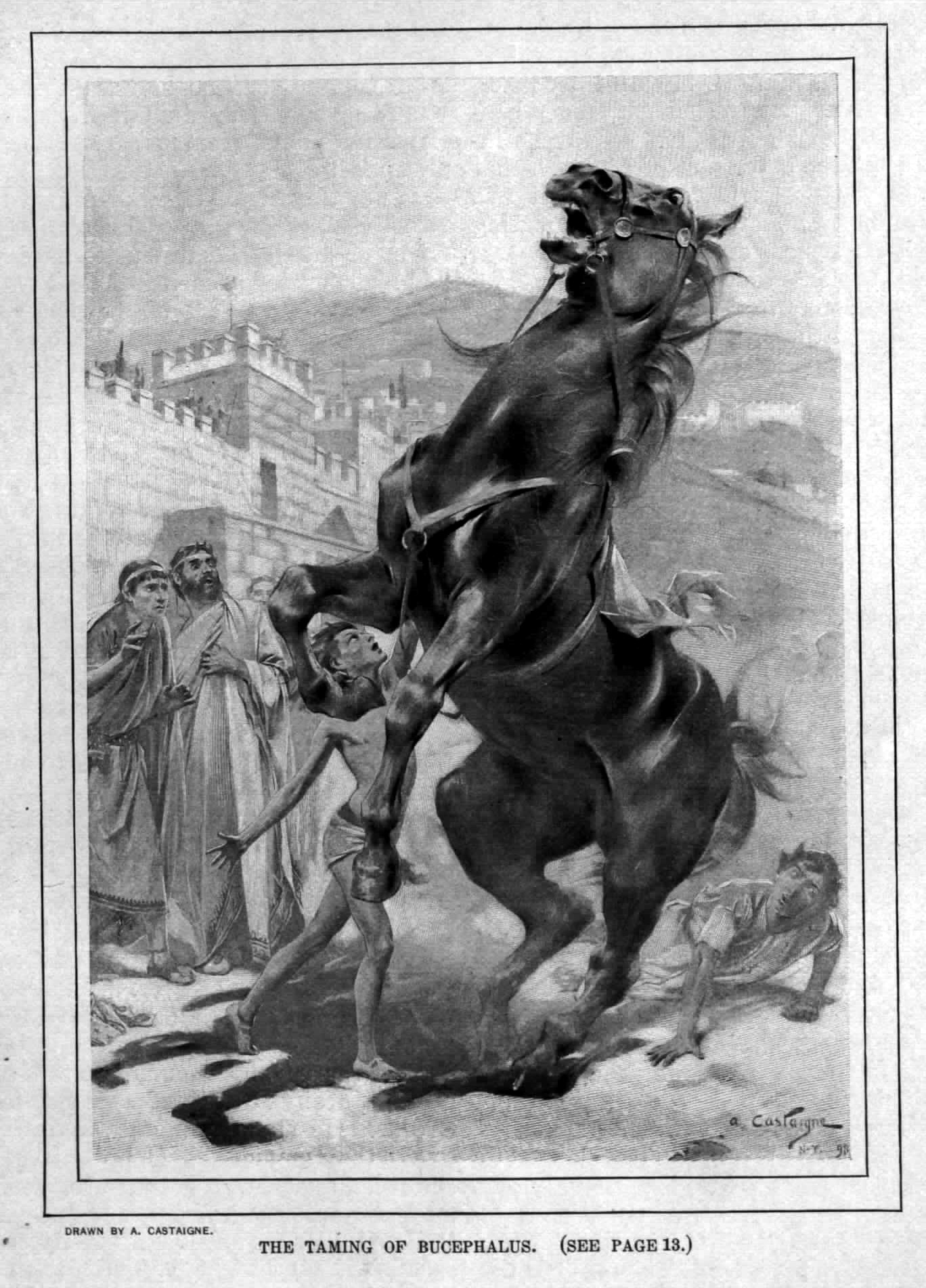
アンドレ・カーステニャ（英語版）画 "The taming of Bucephalus" ブケパロスを馴致する王子アレクサンドロス。1898–1899年作。
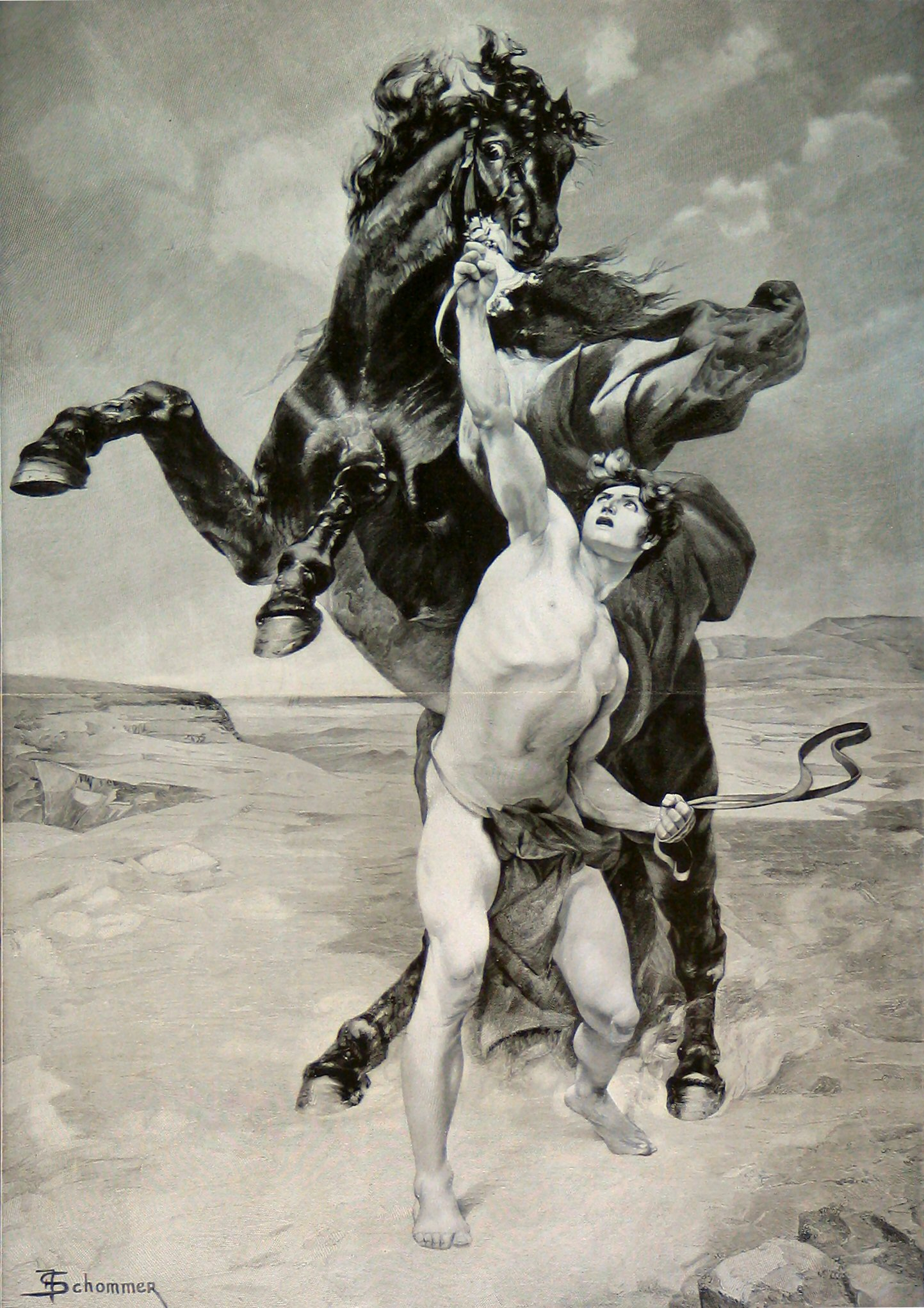
フランソワ・ソマー（フランス語版）画 "Alexander taming Bucephalus" ブケパロスを馴致する王子アレクサンドロス。19世紀作の素描。